# Liste der Naturdenkmale in Süderholz
Die Liste der Naturdenkmale in Süderholz nennt die Naturdenkmale in  Süderholz im Landkreis Vorpommern-Rügen in Mecklenburg-Vorpommern.

## Süderholz
| Bild | Nr.  | Bezeichnung       | Standort                                                     | Beschreibung | Schutzzweck | Verordnung |
| ---- | ---- | ----------------- | ------------------------------------------------------------ | ------------ | ----------- | ---------- |
| BW   | 10/1 | Esskastanie       | Bartmannshagen Dorfstraße (54° 7′ 9,5″ N, 13° 6′ 28,4″ O)    |              |             |            |
| BW   | 10/2 | Platane           | Bartmannshagen Dorfstraße (54° 7′ 9,5″ N, 13° 6′ 27″ O)      |              |             |            |
| BW   | 10/3 | Linde             | Kaschow Dorfkirche (54° 6′ 29,5″ N, 13° 6′ 1,8″ O)           |              |             |            |
| BW   | 35/1 | Scheinzypresse    | Griebenow Schloss (54° 4′ 47,6″ N, 13° 14′ 50,6″ O)          |              |             |            |
| BW   | 35/2 | Sommerlinde       | Griebenow Schloss (54° 4′ 48″ N, 13° 14′ 51,4″ O)            |              |             |            |
| BW   | 35/3 | Rotbuche          | Griebenow Schloss (54° 4′ 48,4″ N, 13° 14′ 52,4″ O)          |              |             |            |
| BW   | 35/4 | Rotbuche          | Griebenow Park (54° 4′ 46,9″ N, 13° 14′ 55,9″ O)             |              |             |            |
| BW   | 35/5 | Kolchischer Ahorn | Griebenow Park (54° 4′ 49,8″ N, 13° 15′ 2,9″ O)              |              |             |            |
| BW   | 35/6 | Balkaneiche       | Griebenow Park (54° 4′ 49,8″ N, 13° 15′ 4″ O)                |              |             |            |
| BW   | 35/7 | Gemeine Esche     | Griebenow Park (54° 4′ 49,4″ N, 13° 15′ 4,3″ O)              |              |             |            |
| BW   | 35/8 | Sommerlinde       | Griebenow Park (54° 4′ 53,4″ N, 13° 14′ 57,8″ O)             |              |             |            |
| BW   | 35/9 | Schwarze Walnuss  | Griebenow Park (54° 4′ 49,8″ N, 13° 14′ 42,5″ O)             |              |             |            |
| BW   | 42/1 | Winterlinde       | Groß Bisdorf An der Kirche (54° 3′ 24,6″ N, 13° 12′ 30,4″ O) |              |             |            |
| BW   | 48/1 | Tanne             | Klevenow Schlosspark (54° 4′ 57,4″ N, 13° 5′ 15,7″ O)        |              |             |            |
| BW   | 48/2 | Stieleiche        | Klevenow Schloss (54° 4′ 58,1″ N, 13° 5′ 18,1″ O)            |              |             |            |
| BW   | 48/3 | Stieleiche        | Klevenow Am Schlosspark (54° 4′ 57,7″ N, 13° 5′ 17,9″ O)     |              |             |            |
| BW   | 48/4 | Griechische Tanne | Klevenow Schlosspark (54° 4′ 57″ N, 13° 5′ 17,5″ O)          |              |             |            |
| BW   | 48/5 | Rotbuche          | Klevenow Schlosspark (54° 4′ 56,6″ N, 13° 5′ 13,6″ O)        |              |             |            |
| BW   | 48/6 | Stieleiche        | Klevenow Schlosspark (54° 4′ 57,4″ N, 13° 5′ 14,3″ O)        |              |             |            |
| BW   | 48/7 | Stieleiche        | Klevenow (54° 4′ 54,1″ N, 13° 4′ 54,8″ O)                    |              |             |            |
| BW   | 48/8 | Stieleiche        | Klevenow (54° 4′ 53,8″ N, 13° 4′ 55,9″ O)                    |              |             |            |
| BW   | 71/1 | Tulpenbaum        | Rakow (54° 2′ 49,2″ N, 13° 2′ 59,6″ O)                       |              |             |            |